# Рене О'Коннор
Рене О’Коннор (англ. Renée O'Connor, повне ім'я Evelyn Renée O’Connor; 15 лютого 1971, штат Техас) — американська кіно- і телеакторка, режисерка та продюсерка. Виконавиця ролі Габріель у телесеріалі «Ксена: принцеса-воїн».  

## Біографія
Навчалась у Вищій школі акторського майстерства і образотворчого мистецтва в місті Г'юстон.
Вперше знялася в серіалі «Клуб Міккі Мауса» в 1989 році.
Найвідоміша роль — Габріель у телесеріалі «Ксена: принцеса-воїн». Також зіграла в телефільмах «Слідуючи за річкою» і «Таємне благословення». Дві театральні роботи: постановка п'єси «Любовні листи» і роль Леді Макбет в однойменному спектаклі.
Була одружена зі Стівом Муіром, з яким розійшлась в 2005-му році. Має двох дітей: сина Майлза і доньку Айріс.

## Фільмографія

### Акторка
| Рік  | Назва фільму                         | Оригінальна назва                                                    | Роль              | Примітки                                                          |
| 2009 |                                      | Words Unspoken                                                       |                   | Авторка сценарію, продюсерка, режисерка, виконавиця головної ролі |
| 2009 |                                      | Ark                                                                  | Connie            |                                                                   |
| 2008 | Криміналісти: мислити як злочинець   | Criminal Minds                                                       | Pam Baleman       | Телесеріал                                                        |
| 2008 |                                      | Monster Ark                                                          | Eva Solomon       |                                                                   |
| 2008 | Бугімен 2                            | Boogeyman 2                                                          | Dr. Ryan          |                                                                   |
| 2007 |                                      | Ghost Town — The Movie                                               | Little Jack       |                                                                   |
| 2007 |                                      | Diamonds and Guns (Виробництво: 2003/2007)                           | Ashley            |                                                                   |
| 2005 |                                      | Xena: The 10th Anniversary Collection                                | Gabrielle         | Відео                                                             |
| 2005 | Інопланетний апокаліпсис             | Alien Apocalypse                                                     | Келлі             | ТБ                                                                |
| 2004 |                                      | One Weekend a Month                                                  | Meg McDermott     |                                                                   |
| 2000 |                                      | Rubbernecking                                                        | Ештон             |                                                                   |
| 1998 |                                      | Hercules and Xena — The Animated Movie: The Battle for Mount Olympus | Габріель (голос)  | Відео                                                             |
| 1995 | Ксена: принцеса-воїн                 | Xena: Warrior Princess                                               | Габріель          | Телесеріал                                                        |
| 1995 |                                      | The Rockford Files: A Blessing in Disguise                           | Laura Sue Dean    | ТБ                                                                |
| 1995 |                                      | Follow the River                                                     | Bettie Draper     | ТБ                                                                |
| 1994 |                                      | Hercules: The Legendary Journeys                                     | Deianeira         | ТБ                                                                |
| 1994 | Людина темряви 2: Повернення Дуранта | Darkman II: The Return of Durant                                     | Лаурі Брінкман    | Відео                                                             |
| 1993 |                                      | The Flood: Who Will Save Our Children?                               | Леслі             | ТВ                                                                |
| 1993 | Пригоди Гекльберрі Фінна             | The Adventures of Huck Finn                                          | Джулія Вілкс      |                                                                   |
| 1993 |                                      | Sworn to Vengeance                                                   | Джулія Вілкс      | ТБ                                                                |
| 1991 |                                      | Stone Cold                                                           | Tinselteeth       |                                                                   |
| 1991 |                                      | Changes                                                              | Джессіка Адамс    | ТБ                                                                |
| 1990 |                                      | False Identity                                                       | Енжела Ерріксон   |                                                                   |
| 1989 |                                      | Night Game                                                           | Лоррайн Біслі     |                                                                   |
| 1989 |                                      | Black Snow                                                           | Дженніфер Вінслоу |                                                                   |
| 1989 |                                      | Match Point                                                          | Робін             | ТБ                                                                |
| 1989 |                                      | Teen Angel                                                           | Ненсі Нікольс     | Телесеріал                                                        |

### Запрошена акторка
| Рік  | Назва фільму                  | Оригінальна назва                | Роль                      | Епізод                                  |
| 2002 |                               | Mataku                           | American Buyer            | 1.2 «The Heirloom»                      |
| 1999 | Геркулес: Легендарні подорожі | Hercules: The Legendary Journeys | Sunny Day                 | 5.9 «For Those of You Just Joining Us…» |
| 1998 | Геркулес: Легендарні подорожі | Hercules: The Legendary Journeys | Габріель                  | 4.14 «Armageddon Now: Part 2»           |
| 1997 | Геркулес: Легендарні подорожі | Hercules: The Legendary Journeys | The Executioner           | 4.5 «Stranger in a Strange World»       |
| 1997 |                               | E! News Daily                    | Herself                   |                                         |
| 1997 | Геркулес: Легендарні подорожі | Hercules: The Legendary Journeys | Габріель                  | 3.15 «Judgement Day»                    |
| 1993 |                               | NYPD Blue                        | Rebecca Sloane            | 1.10 «Oscar, Meyer, Weiner»             |
| 1992 |                               | Arresting Behavior               | Jade Pearl                |                                         |
| 1992 |                               | FBI: The Untold Stories          | Ofc. Renee Lanot          | «Blue Fiber»                            |
|      |                               | FBI: The Untold Stories          | Tina Marie Risico         | «Millionaire Murderer»                  |
| 1990 |                               | Tales from the Crypt             | Waitress (scenes deleted) | 2.2 «The Switch»                        |

### Режисерка
| Рік  | Назва фільму         | Оригінальна назва      | Примітки                                |
| 2001 | Ксена: принцеса-воїн | Xena: Warrior Princess | Епізод серіалу «Dangerous Prey»         |
| 1999 | Ксена: принцеса-воїн | Xena: Warrior Princess | Епізод серіалу «Deja Vu All Over Again» |

### Інші позиції
| Рік  | Назва фільму | Роль   | Примітки   |
| 1998 | StarCraft    | Thanks | Video Game |